# Nils Opdahl
Nils Opdahl (født 16. november 1882 i Bergen, død 28. december 1951 smst) var en norsk gymnast, som deltog i OL 1912 i Stockholm.
Ved OL 1912 var han med for Norge i holdkonkurrencen i frit system. Nordmændene vandt konkurrencen med 22,85 point, mens Finland på andenpladsen fik 21,85 og Danmark på tredjepladsen 21,25 point. Hans bror Jacob Opdahl var også med på holdet under OL 1912.